# Distrikt Cachicadán
Der Distrikt Cachicadán liegt in der Provinz Santiago de Chuco in der Region La Libertad im Westen von Peru. Der Distrikt wurde am 3. November 1900 gegründet. Er besitzt eine Fläche von 270 km². Beim Zensus 2017 wurden 5850 Einwohner gezählt. Im Jahr 1993 lag die Einwohnerzahl bei 4709, im Jahr 2007 bei 6663. Die Distriktverwaltung befindet sich in der 2884 m hoch gelegenen Kleinstadt Cachicadán mit 2715 Einwohnern (Stand 2017). Cachicadán liegt 6 km nordöstlich der Provinzhauptstadt Santiago de Chuco. Im äußersten Südosten des Distrikts befindet sich die Mundo Nuevo Mine.

## Geographische Lage
Der Distrikt Cachicadán liegt an der Westflanke der peruanischen Westkordillere im Nordosten der Provinz Santiago de Chuco. Der Río Huaychaca, ein rechter Nebenfluss des Río Tablachaca, fließt entlang der westlichen Distriktgrenze nach Süden.
Der Distrikt Cachicadán grenzt im Westen an den Distrikt Quiruvilca, im Norden an den Distrikt Huamachuco (Provinz Sánchez Carrión), im Nordosten an den Distrikt Sarín (ebenfalls in der Provinz Sánchez Carrión), im Osten an die Distrikte Sitabamba, Mollebamba und Angasmarca sowie im Süden an den Distrikt Santa Cruz de Chuca.